# Zevgit
Zevgit (starogrško ζευγῖται) je bil član tretjega razreda v antičnih Atenah po Solonovih političnih reformah. S pomočjo svojega premoženja ali nepremičnine so ustvarili 200 mernikov mokrega ali suhega blaga letno. Zdi se, da so sodobni učenjaki po izrazu, ki pomeni "jarem", sklepali, da so bili zevgiti moški, ki so si lahko privoščili jarem volov, ali moški, ki so bili "vpreženi skupaj" v falango, torej tisti, ki so si lahko privoščili lasten hoplitski oklep. 
Zevgit je lahko služil v atenski vojski kot hoplit, verjetno če je imel dovolj denarja za opremo oziroma če je ustvaril 200 ali več mernikov blaga letno.
S Solonovimi reformami so zevgiti dobili pravico, da so lahko imeli manjše politične urade.  Njihov status je z leti postajal pomembnejši. V letih 457/6 pred našim štetjem jim je bila dodeljena pravica kandidirati za arhonta ,  v poznem 5. stoletju so zagovarjali oligarhijo, v kateri bi bili hopliti ali tisti z višjim statusom osvobojeni, kar se je res zgodilo med atenskim državnim udarom leta 411 pred našim štetjem. 
Bili so voljeni za nekatere vladne položaje v Atenah, in sicer:
- v svet 500,
- nižje državne urade,
- eklezijo (narodna skupščina v antičnih Atenah),
- 457/6 pred našim štetjem so lahko kandidirali za arhonta.